# Messieurs les noyés de la Seine

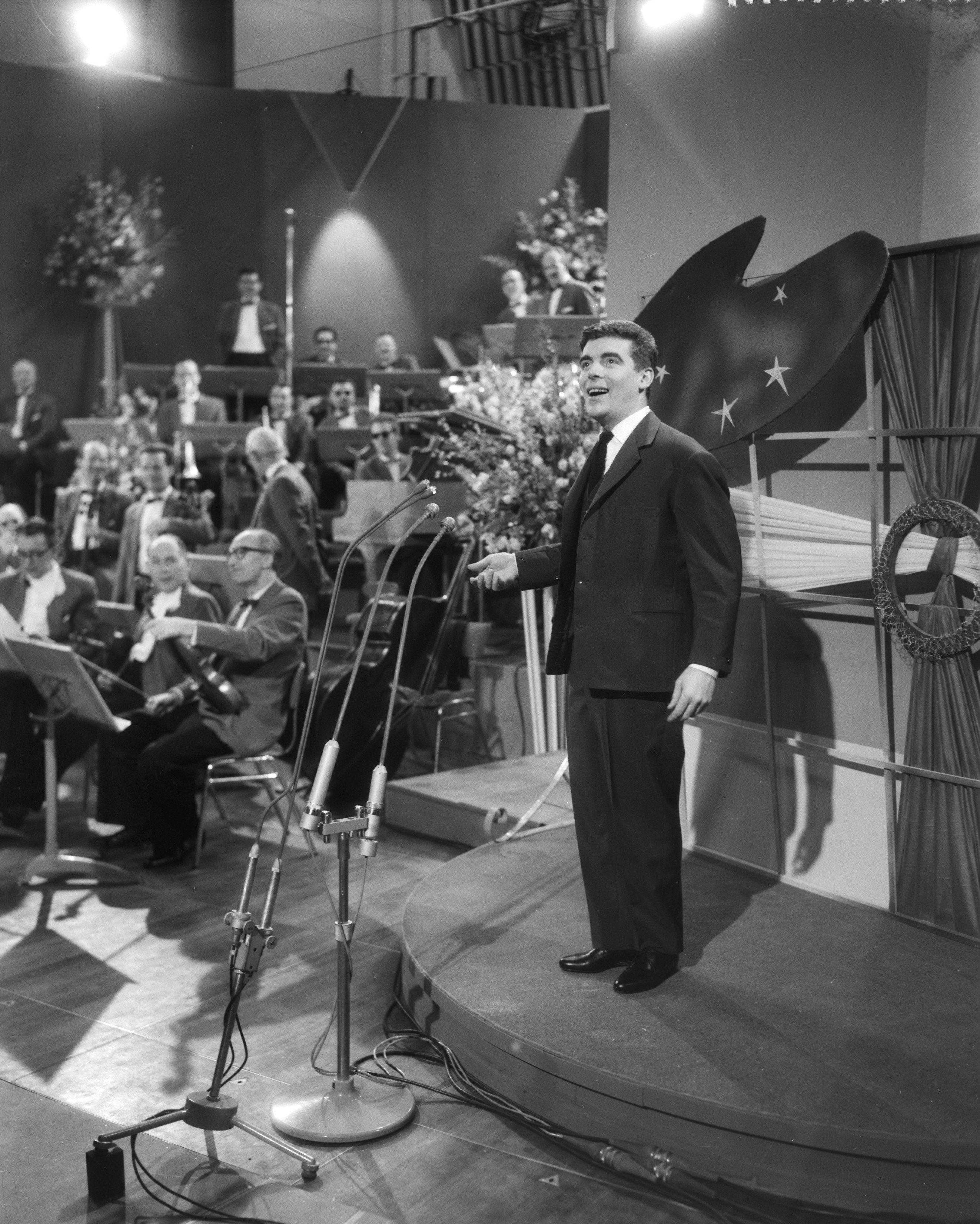
Fud Leclerc, intérprete de la canción, en 1958.

«Messieurs les noyés de la Seine» (pronunciación en francés: /meˈsjø le nwaˈje də la sɛn/; en español: «Señores ahogados del Sena») es una canción escrita por Robert Montal, Jean Miret y Jacques Say interpretada en francés por Fud Leclerc. Fue elegida para representar a Bélgica en el Festival de la Canción de Eurovisión de 1956 tras ser seleccionada internamente por la emisora belga Radio-Télévision belge de la Communauté française.

## Festival de la Canción de Eurovisión 1956

### Selección
«Messieurs les noyés de la Seine» fue seleccionada para representar a Bélgica en el Festival de la Canción de Eurovisión 1956 por la emisora belga Radio-Télévision belge de la Communauté française.

### En el festival
La canción participó en el festival celebrado en el Teatro Kursaal de Lugano, Suiza, el 24 de mayo de 1956, siendo interpretada por el cantante belga Fud Leclerc. La orquesta fue dirigida por Léo Souris.
Fue interpretada en tercer lugar, siguiendo a Suiza con Lys Assia interpretando «Das alte Karussell» y precediendo a Alemania con Walter Andreas Schwarz interpretando «Im Wartesaal zum großen Glück». El resultado de las votaciones no fue revelado, por lo que se desconoce en qué puesto terminó la canción.